# قائمة أنواع حشيشة المبارك
يوجد عدة أنواع من جنس حشيشة المبارك:
- حشيشة المبارك البرانسية
- حشيشة المبارك البلغارية
- حشيشة المبارك البوليفية
- حشيشة المبارك الحلبية
- حشيشة المبارك الزاحفة
- حشيشة المبارك الفرجينية
- حشيشة المبارك الكندية
- حشيشة المبارك الماجلانية
- حشيشة المبارك المدينية
- حشيشة المبارك الأنديزية
- حشيشة المبارك البرتقالية
- حشيشة المبارك قصيرة الكربلة
- حشيشة المبارك خرغوسية الأوراق
- حشيشة المبارك القرمزية
- حشيشة المبارك الجليدية
- حشيشة المبارك متغايرة الثمار
- حشيشة المبارك الخشنة
- حشيشة المبارك المتوسطة
- حشيشة المبارك القنابية
- حشيشة المبارك المشرشرة
- حشيشة المبارك كبيرة الأزهار
- حشيشة المبارك كبيرة الأوراق
- حشيشة المبارك الرخوة
- حشيشة المبارك الجبلية
- حشيشة المبارك خماسية البتلات
- حشيشة المبارك خماسية الأوراق
- حشيشة المبارك الجميلة
- حشيشة المبارك الرودوبية
- حشيشة المبارك ريوخية
- حشيشة المبارك النهرية
- حشيشة المبارك الزائفة
- حشيشة المبارك السوديتية
- حشيشة المبارك الحرجية
- حشيشة المبارك ثلاثية الأزهار
- حشيشة المبارك الربيعية
- حشيشة المبارك الأوريغونية
- حشيشة المبارك البيروفية
- حشيشة المبارك البيضاء
- حشيشة المبارك الدونيانية
- حشيشة المبارك القنفاء
- حشيشة المبارك المكسيكية
- حشيشة المبارك اليابانية
- (الاسم العلمي:Geum adnatum)
- (الاسم العلمي:Geum aequilobatum)
- (الاسم العلمي:Geum agrimonioides)
- (الاسم العلمي:Geum albiflorum)
- (الاسم العلمي:Geum alpinum)
- (الاسم العلمي:Geum ambiguum)
- (الاسم العلمي:Geum anemonoides)
- (الاسم العلمي:Geum antarcticum)
- (الاسم العلمي:Geum aucklandicum)
- (الاسم العلمي:Geum aurantiacum)
- (الاسم العلمي:Geum balcanum)
- (الاسم العلمي:Geum besseri)
- (الاسم العلمي:Geum billietii)
- (الاسم العلمي:Geum borisii)
- (الاسم العلمي:Geum brachypetalum)
- (الاسم العلمي:Geum camporum)
- (الاسم العلمي:Geum camschaticum)
- (الاسم العلمي:Geum capense)
- (الاسم العلمي:Geum carolinianum)
- (الاسم العلمي:Geum caryophyllatum)
- (الاسم العلمي:Geum catlingii)
- (الاسم العلمي:Geum caucasicum)
- (الاسم العلمي:Geum cebennense)
- (الاسم العلمي:Geum chilense)
- (الاسم العلمي:Geum chiloense)
- (الاسم العلمي:Geum ciliata)
- (الاسم العلمي:Geum ciliatum)
- (الاسم العلمي:Geum cockaynei)
- (الاسم العلمي:Geum cultorum)
- (الاسم العلمي:Geum divergens)
- (الاسم العلمي:Geum diversifolium)
- (الاسم العلمي:Geum dryadoides)
- (الاسم العلمي:Geum dryas)
- (الاسم العلمي:Geum elatum)
- (الاسم العلمي:Geum elegans)
- (الاسم العلمي:Geum erectum)
- (الاسم العلمي:Geum fischeri)
- (الاسم العلمي:Geum fragarioides)
- (الاسم العلمي:Geum franckii)
- (الاسم العلمي:Geum fridae)
- (الاسم العلمي:Geum gajewskii)
- (الاسم العلمي:Geum geminiflorum)
- (الاسم العلمي:Geum geniculatum)
- (الاسم العلمي:Geum geoides)
- (الاسم العلمي:Geum glutinosum)
- (الاسم العلمي:Geum grahamii)
- (الاسم العلمي:Geum grandiflorum)
- (الاسم العلمي:Geum helveticum)
- (الاسم العلمي:Geum henryi)
- (الاسم العلمي:Geum heterophyllum)
- (الاسم العلمي:Geum hibschii)
- (الاسم العلمي:Geum hirtigenum)
- (الاسم العلمي:Geum hispidum)
- (الاسم العلمي:Geum humile)
- (الاسم العلمي:Geum ibericum)
- (الاسم العلمي:Geum idahoense)
- (الاسم العلمي:Geum incisum)
- (الاسم العلمي:Geum inclinatum)
- (الاسم العلمي:Geum intermedium)
- (الاسم العلمي:Geum iranicum)
- (الاسم العلمي:Geum iyoanum)
- (الاسم العلمي:Geum jankae)
- (الاسم العلمي:Geum kerneri)
- (الاسم العلمي:Geum klattianum)
- (الاسم العلمي:Geum kokanikum)
- (الاسم العلمي:Geum kolbianum)
- (الاسم العلمي:Geum laciniosum)
- (الاسم العلمي:Geum latifolium)
- (الاسم العلمي:Geum latilobum)
- (الاسم العلمي:Geum laxmannii)
- (الاسم العلمي:Geum lechlerianum)
- (الاسم العلمي:Geum leiospermum)
- (الاسم العلمي:Geum lobatum)
- (الاسم العلمي:Geum longifolium)
- (الاسم العلمي:Geum lyratum)
- (الاسم العلمي:Geum macedonicum)
- (الاسم العلمي:Geum macneillii)
- (الاسم العلمي:Geum macranthum)
- (الاسم العلمي:Geum macrophyllum)
- (الاسم العلمي:Geum meinshausenii)
- (الاسم العلمي:Geum meinshausenii)
- (الاسم العلمي:Geum mengelii)
- (الاسم العلمي:Geum meyerianum)
- (الاسم العلمي:Geum microcephalum)
- (الاسم العلمي:Geum micropetalum)
- (الاسم العلمي:Geum molle)
- (الاسم العلمي:Geum montanorivale)
- (الاسم العلمي:Geum montanum)
- (الاسم العلمي:Geum mulleri)
- (الاسم العلمي:Geum navarroi)
- (الاسم العلمي:Geum nutans)
- (الاسم العلمي:Geum obliquum)
- (الاسم العلمي:Geum ochroleucum)
- (الاسم العلمي:Geum omeiense)
- (الاسم العلمي:Geum parviflorum)
- (الاسم العلمي:Geum paui)
- (الاسم العلمي:Geum peckii)
- (الاسم العلمي:Geum pentapetalum)
- (الاسم العلمي:Geum persicum)
- (الاسم العلمي:Geum pictum)
- (الاسم العلمي:Geum pinnatifidum)
- (الاسم العلمي:Geum plumosum)
- (الاسم العلمي:Geum portenschlagianum)
- (الاسم العلمي:Geum potentilloides)
- (الاسم العلمي:Geum pratense)
- (الاسم العلمي:Geum pseudomolle)
- (الاسم العلمي:Geum pubescens)
- (الاسم العلمي:Geum pulchrum)
- (الاسم العلمي:Geum purdomii)
- (الاسم العلمي:Geum pusillum)
- (الاسم العلمي:Geum pyrenaicoides)
- (الاسم العلمي:Geum quellyon)
- (الاسم العلمي:Geum radiatum)
- (الاسم العلمي:Geum rafinesqueanum)
- (الاسم العلمي:Geum ranunculoides)
- (الاسم العلمي:Geum renifolium)
- (الاسم العلمي:Geum renifolium)
- (الاسم العلمي:Geum reptans)
- (الاسم العلمي:Geum resinosum)
- (الاسم العلمي:Geum rhaeticum)
- (الاسم العلمي:Geum rivale)
- (الاسم العلمي:Geum rivale)
- (الاسم العلمي:Geum rivale)
- (الاسم العلمي:Geum rivale)
- (الاسم العلمي:Geum rivalemontanum)
- (الاسم العلمي:Geum rivalimontanum)
- (الاسم العلمي:Geum rivali-urbanum)
- (الاسم العلمي:Geum rivali-urbanum)
- (الاسم العلمي:Geum rosii)
- (الاسم العلمي:Geum rossii)
- (الاسم العلمي:Geum rotundifolium)
- (الاسم العلمي:Geum roylei)
- (الاسم العلمي:Geum rubellum)
- (الاسم العلمي:Geum rubifolium)
- (الاسم العلمي:Geum rupestre)
- (الاسم العلمي:Geum sachalinense)
- (الاسم العلمي:Geum salvatoris)
- (الاسم العلمي:Geum scopulorum)
- (الاسم العلمي:Geum scottsbergianum)
- (الاسم العلمي:Geum selinifolium)
- (الاسم العلمي:Geum sericeum)
- (الاسم العلمي:Geum sieboldii)
- (الاسم العلمي:Geum sieversii)
- (الاسم العلمي:Geum sikkimense)
- (الاسم العلمي:Geum speciosum)
- (الاسم العلمي:Geum sredinskianum)
- (الاسم العلمي:Geum strictum)
- (الاسم العلمي:Geum talbotianum)
- (الاسم العلمي:Geum tanzybeicum)
- (الاسم العلمي:Geum ternatum)
- (الاسم العلمي:Geum teszlense)
- (الاسم العلمي:Geum thomasianum)
- (الاسم العلمي:Geum timbalianum)
- (الاسم العلمي:Geum tirolense)
- (الاسم العلمي:Geum triflorum)
- (الاسم العلمي:Geum umbrosum)
- (الاسم العلمي:Geum uniflorum)
- (الاسم العلمي:Geum urbanorivale)
- (الاسم العلمي:Geum urbanorivale)
- (الاسم العلمي:Geum urbanorivale)
- (الاسم العلمي:Geum velenovskyi)
- (الاسم العلمي:Geum versipatella)
- (الاسم العلمي:Geum vicanum)
- (الاسم العلمي:Geum vidalii)
- (الاسم العلمي:Geum viscosum)
- (الاسم العلمي:Geum waldsteiniae)
- (الاسم العلمي:Geum waldsteinioides)
- (الاسم العلمي:Geum willdenowii)